# Betanzos

Mapa farností v Betanzos

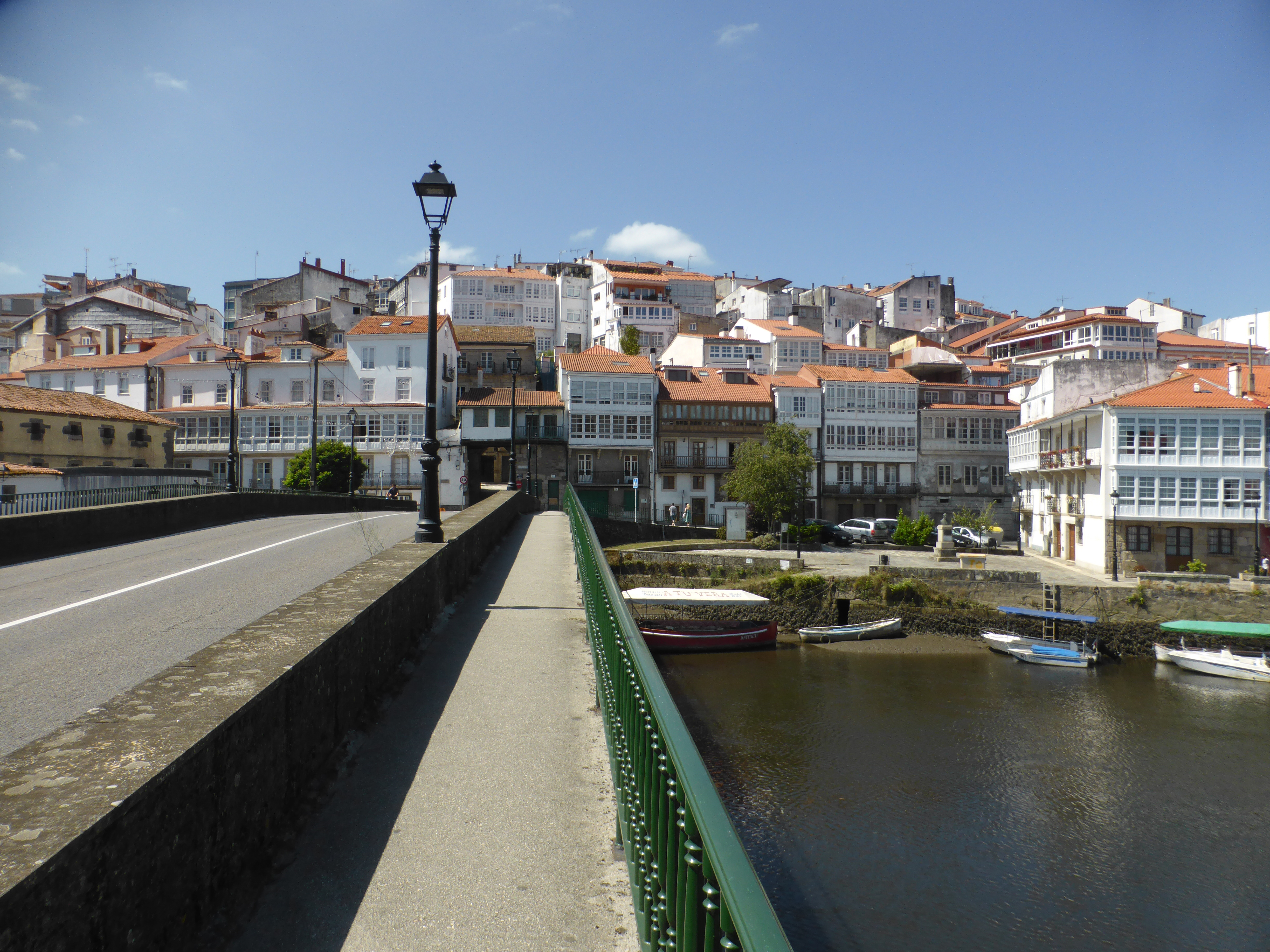
Pohled na Betanzos od řeky Mandeo

Betazos je město v provincii A Coruña v Galicii ve Španělsku. Nachází se v širší metropolitní oblasti A Coruñy. Je to hlavní město stejnojmenné comarky. V roce 2023 tu žilo kolem 13 tisíc obyvatel.
Město se nachází na soutoku řek Mandeo a Mendo, které za městem tvoří mořský záliv ría de Betanzos. Město má historické jádro s gotickou architekturou ze 14. a 15. století. Přes Betanzos vede anglická trasa svatojakubské cesty do Santiago de Compostela.
Lokální specialitou je tortilla de Betanzos, varianta španělské tortilly s opečeným povrchem a tekutým vnitřkem.

## Historie
Podle pověsti město založil bájný keltský vládce Breogán, první zmínka o něm ale pochází až z dob Římské říše: Klaudios Ptolemaios město zmiňuje ve svojí Geografii pod názvem Flavium Brigantium (ačkoliv je možné, že Ptolemaios ve skutečnosti zmiňuje dnešní Coruñu). Další zmínky o městě do roku 1219 jsou velmi sporadické. Je známo, že v roce 1219 obyvatelé opustili nedaleké sídlo Betanzos O Vello (staré Betanzos) a založili dnešní Betanzos, na místě dávného hradiště Untia. V roce 1465 bylo Betanzos povýšeno na město, o tři roky později se stalo hlavním městem stejnojmenné provincie. Provincie Betanzos existovala až do reformy Javiera de Burgos v roce 1834, kdy se Betanzos stalo součástí provincie A Coruña. Historie města je spjata s rodem Andradů, jehož největším představitelem byl Fernán Pérez de Andrade, přezdívaný O Bo (galicjsky ten dobrý). Enrique II. z Trastámary mu za podporu ve válce, kterou vedl proti svému nevlastnímu bratrovi Pedrovi I., udělil panství Ferrol, Pontedeume a Villalba. Stal se jedním z nejmocnějších šlechticů v Galicii ve 14. století a dal postavit mnoho budov ve městě.
Začátkem 20. století byla do města přivedena železnice. I přesto, že Betanzos ztratilo v průběhu na významu, stále je důležitým regionálním centrem a také turistickým cílem.

## Ekonomika
Většina obyvatel města pracuje ve službách. Důležitý je turistický ruch, díky strategické poloze je Betanzos také logistickým centrem a mnoho společností tu má sklady.
Ve městě je sídlo banky Abanca, sedmé největší banky ve Španělsku. Také zde sídlo Gadisa, firma provozující supermarkety Gadis.

## Památky
- Kostel sv. Jakuba
- Kostel sv. Františka
- Kostel sv. Panny Marie
- Městské hradby
- Palác de Bendaña
- Gotické domy (v ulici Rúa da Cerca)
- Městská hodinová věž
- Klášter de las Madres Agustinas

## Územní členění
Obec se člení na samotné město Betanzos a 6 farností (parroquias), kterými jsou:
- Brabío
- Piadela
- Pontellas
- Requián
- Tiobre
- Viñas

## Galerie

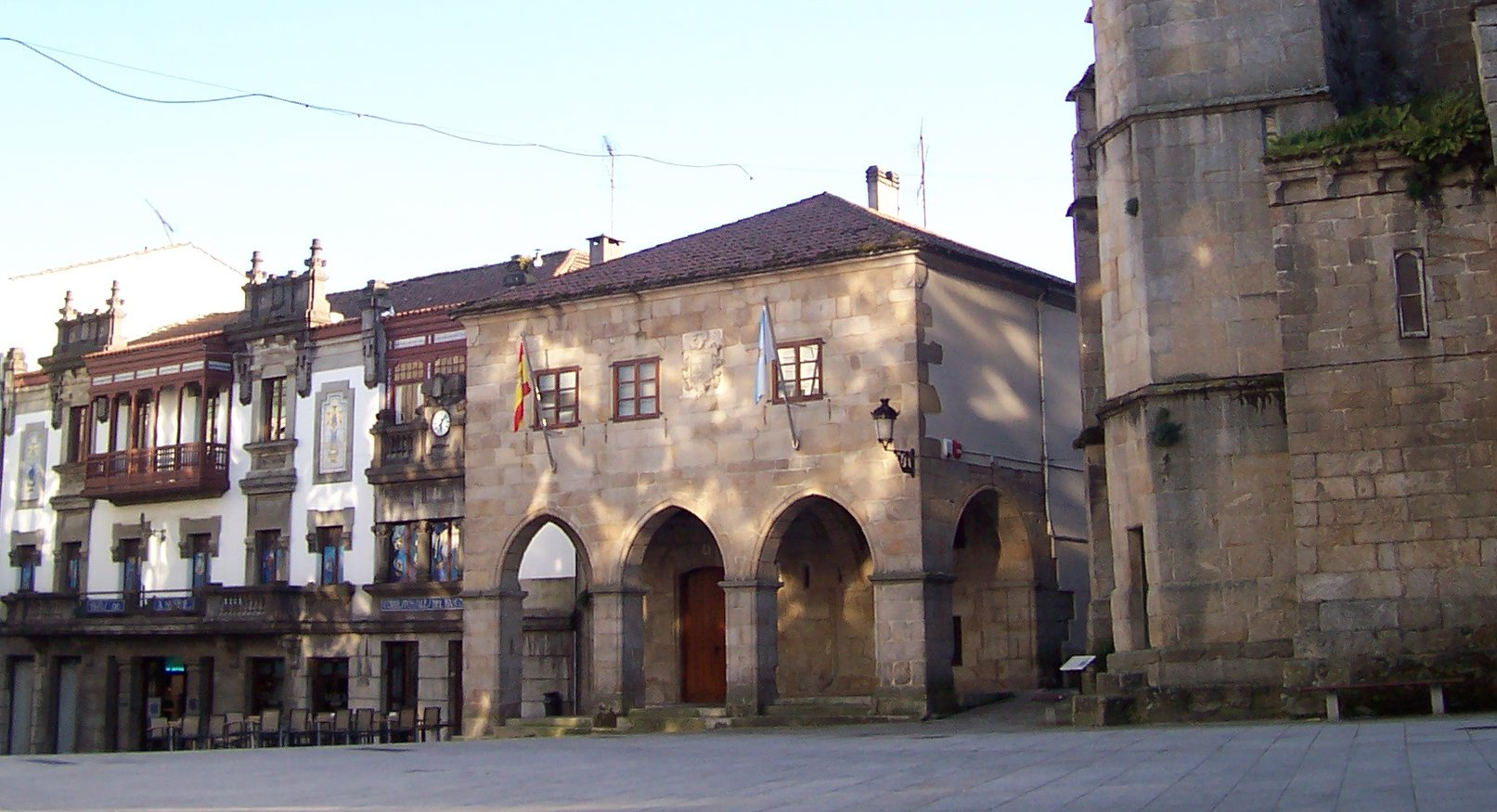
Casa Núñez a palác de Bendaña
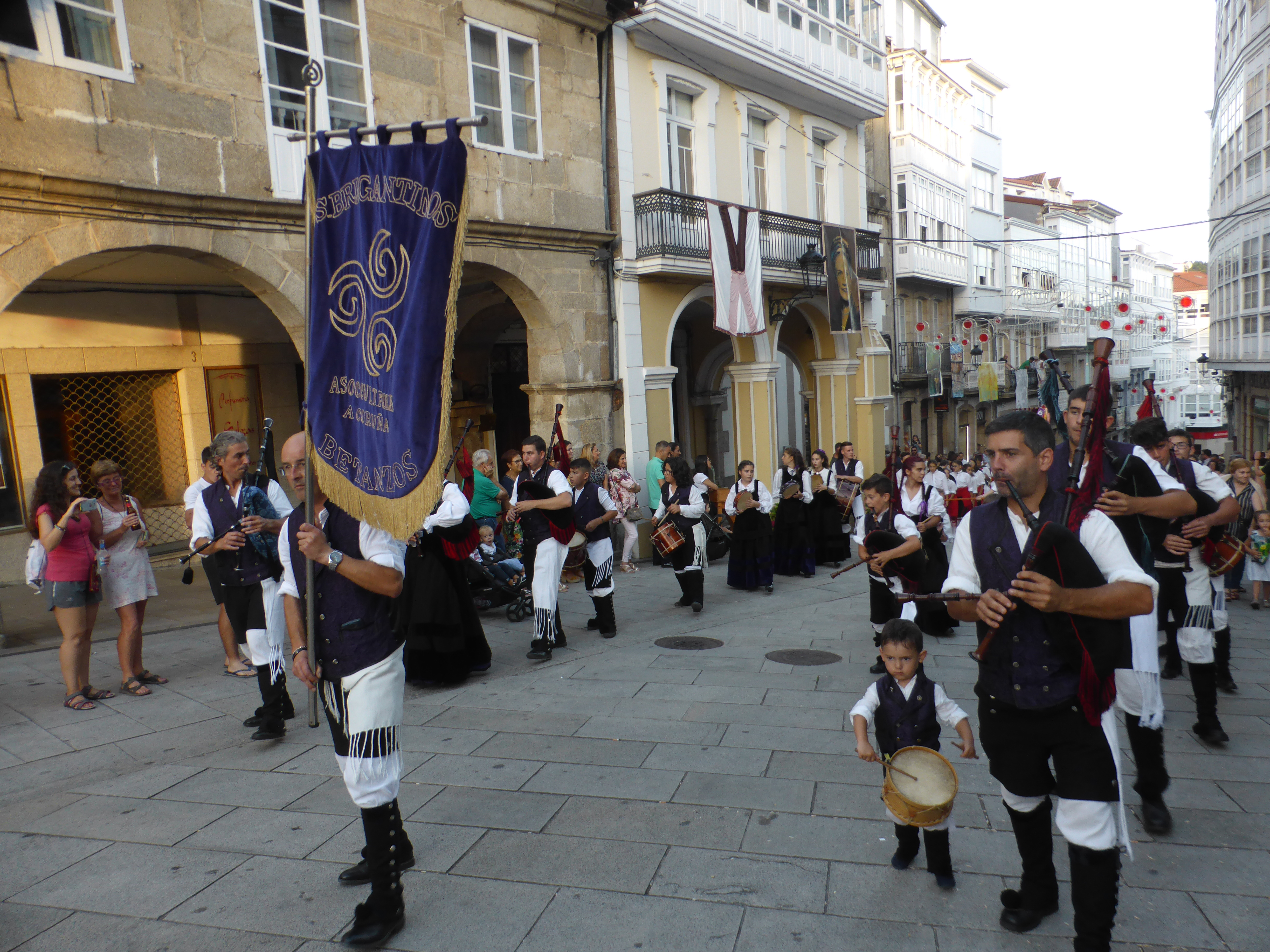
Tradiční průvod v Betanzos
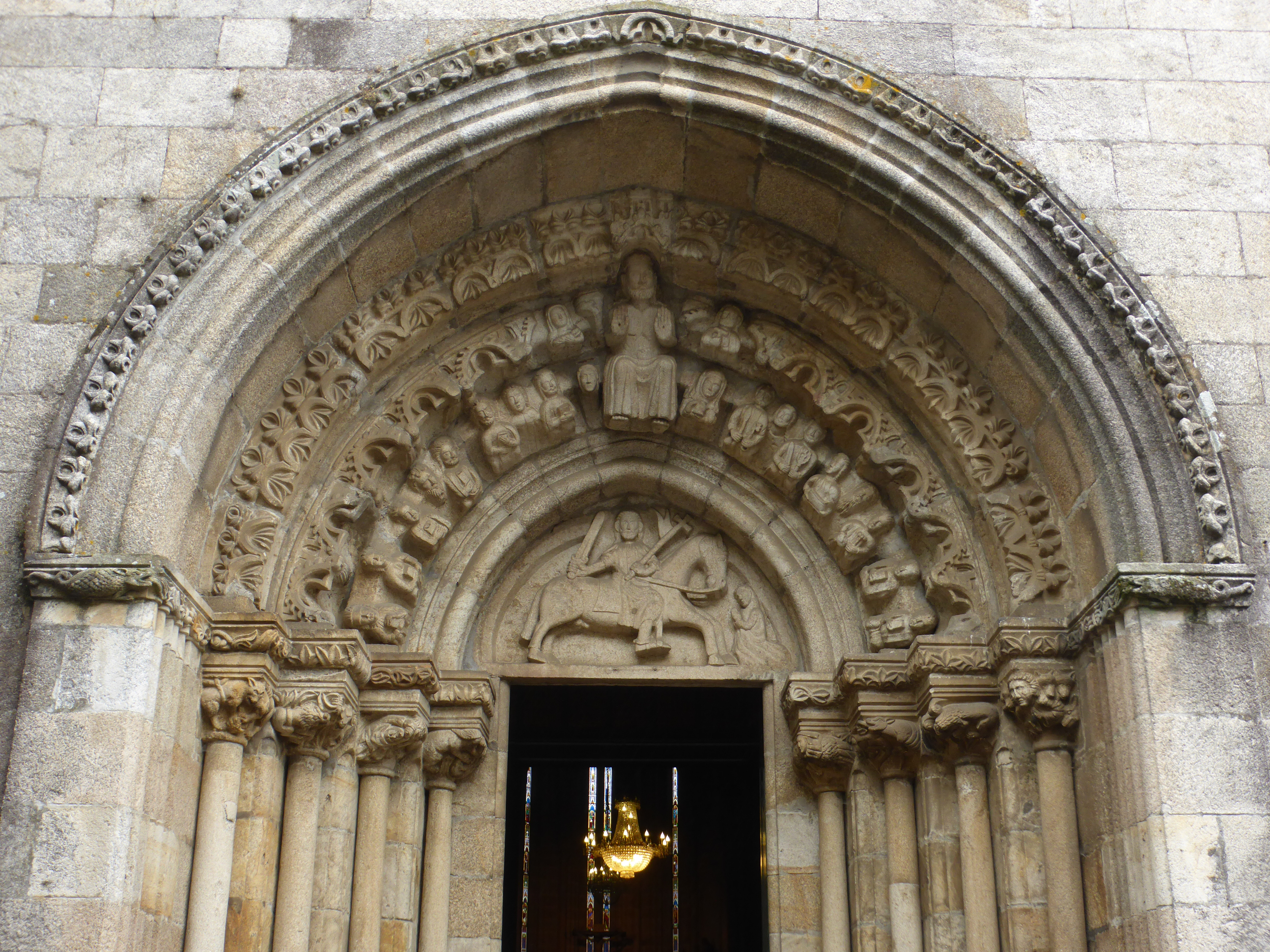
Gotická výzdoba na kostele sv. Jakuba